# Bodil Biørn

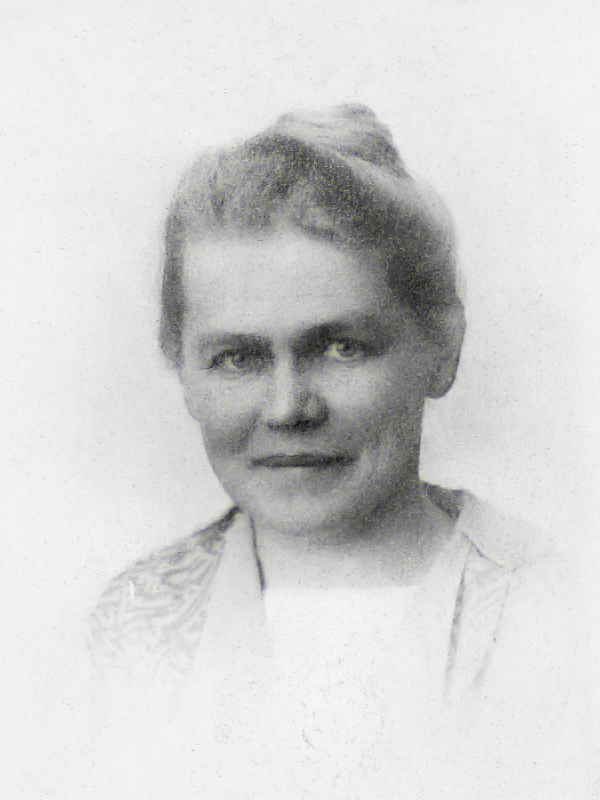
Bodil Biørn

Bodil Catharina Biørn (geb. 27. Mai 1871 in Kragerø; gest. 22. Juli 1960 in Oslo) war eine norwegische Missionarin. Sie war Zeugin des Völkermordes an den Armeniern und rettete zahlreichen armenischen Flüchtlingen im Osten des Osmanischen Reiches das Leben.

## Leben
Biørn kam aus einer wohlhabenden Familie und war eines von elf Geschwistern. Nach dem Schulabschluss wollte sie Konzertsängerin werden, wandte sich mit 25 Jahren aber stattdessen zunehmend der Religion zu und wollte aus diesem Grund leidenden Menschen helfen. Sie wurde in Norwegen und Deutschland zur Krankenschwester ausgebildet. Die Organisation Kvinnelige Misjonsarbeidere entsandte sie 1905 als Missionarin in den Osten des Osmanischen Reiches, nachdem sie 1904 in Kopenhagen eine Missionsschule besucht hatte. Zunächst arbeitete sie in einem Waisenhaus des Deutschen Hilfsbundes in Mezereh (heute Elazığ).
In Muş betrieb sie für den Deutschen Hilfsbund ab 1907 ein Krankenhaus und ein Kinderheim für Armenier. Sie empfing dort zwischen 50 und 70 Patienten täglich. Während des Völkermordes wurden Patienten und Mitarbeiter im Krankenhaus ermordet oder vertrieben. Gemeinsam mit ihrer schwedischen Kollegin Alma Johansson war sie die einzige westliche Zeugin des Völkermordes in dem Dorf. Nach dem Völkermord kehrte sie 1917 nach Norwegen zurück. 1921 zog sie nach Armenien und eröffnete in Alexandropol ein Kinderheim mit norwegischen Spendengeldern. Nach dem Anschluss Armeniens an die Sowjetunion 1922 musste sie 1924 das Land verlassen.
Sie ging nach Aleppo in Syrien und arbeitete dort mit armenischen Flüchtlingen. 1934 reiste sie zurück nach Norwegen. Bis zu ihrem Tod widmete sie sich mit Spendensammlungen, Vorträgen und Artikeln dem Schicksal armenischer Flüchtlinge durch den Völkermord.

## Würdigung
Wie Fridtjof Nansen erfährt Biørn in Armenien große Anerkennung für ihre Einsätze für das armenische Volk; beide sind im Völkermordmuseum in Jerewan erwähnt. Ihre Fotos und Aufzeichnungen des Völkermordes von 1915 und 1916 liegen im Riksarkivet in Oslo.